# Oxystelma
Oxystelma ist eine Pflanzengattung in der Unterfamilie der Seidenpflanzengewächse (Asclepiadoideae) innerhalb der Familie der Hundsgiftgewächse (Apocynaceae). Derzeit werden nur zwei Arten zur Gattung Oxystelma gestellt. Die Früchte von Oxystelma esculentum werden in manchen Regionen Asiens gegessen. Sie scheinen auch pharmazeutisch wirksam zu sein, wie derzeit laufende Untersuchungen zeigen.

## Merkmale
Die beiden Arten der Gattung Oxystelma sind an der Basis verholzende Schlinger, die bis 4 m hoch werden können. Der Milchsaft ist weißlich, Rhizome sind vorhanden. Die Sprosse sind kahl, ohne Haare etc. Die Blattspreiten sind papierähnlich, 6 bis 11 cm lang und 0,7 bis 2 cm breit. Die Blattform variiert von linealisch bis ovat, basal gerundet bis herzförmig und apikal zugespitzt.
Der Blütenstand sitzt nicht in den Blattachsen, ist solitär und gewöhnlich länger als die benachbarten Blätter. Er weist 1 bis 4, meist zwei bis vier Blüten auf. Der Stiel des Blütenstandes ist gewöhnlich länger als der Blütenstiel; beide sind kahl.
Der Blütenkelch ist kürzer als die Blütenkrone und kahl. Die Kelchblätter sind ovate bis lanzettförmig. Die Knospe ist rundlich. Die Blütenkrone misst  8 bis 12,5 mm in der Länge; sie ist breit glockenförmig. Die Kronblätter sind von der Basis bis zur Hälfte oder 3/4 der Länge verwachsen. Die Blüten sind cremefarben bis weiß mit einem retikulaten Muster purpurbrauner Venen. Die Kronzipfel sind dreieckig, zum Apex etwas abgestumpft, umgeschlagen  und leicht nach rechts gedreht. Sie sind dicht mit feinen Haaren besetzt. Die Nebenkrone sitzt nahe der Basis der Blütenkrone und ist deutlich kürzer als Krone und Gynostegium. Sie ist dicht mit Haaren besetzt. Die Zipfel sind lateral verwachsen und ringförmig. Die gynostegiale Nebenkrone besteht aus freien staminalen Zipfeln, die unterhalb der Staubgefäße ansetzen. Das Gynostegium sitzt direkt an der Basis der Blütenkrone. Die Pollinia sind länglich und apikal an den Caudikeln angeheftet.
Die Balgfrucht weist ein oder zwei Fruchthüllen auf. Bei Oxystelma esculentum sind die zwei Fruchthüllen spindelförmig, etwa 50 mm lang mit einem Durchmesser von 4 mm. Die Samen sind etwa 2 mm lang, 1,5 mm breit mit einem seitlichen „Flügel“ von etwa 0,1 mm Breit. Der Rand ist glatt, wie auch die Oberfläche. Das Haarbüschel ist etwa 8 mm lang. Die eine Fruchthülle bei Oxystelma bournouense ist ca. 50 mm lang und hat einen Durchmesser von 35 bis 40 mm. Die Samen sind etwa 4 mm lang und 2,5 mm breit. Das Haarbüschel ist ca. 15 mm lang.
Die Chromosomenzahl ist 2n = 22 bei Oxystelma bornouense (L.f.) R.Br. und Oxystelma esculentum R.Br.

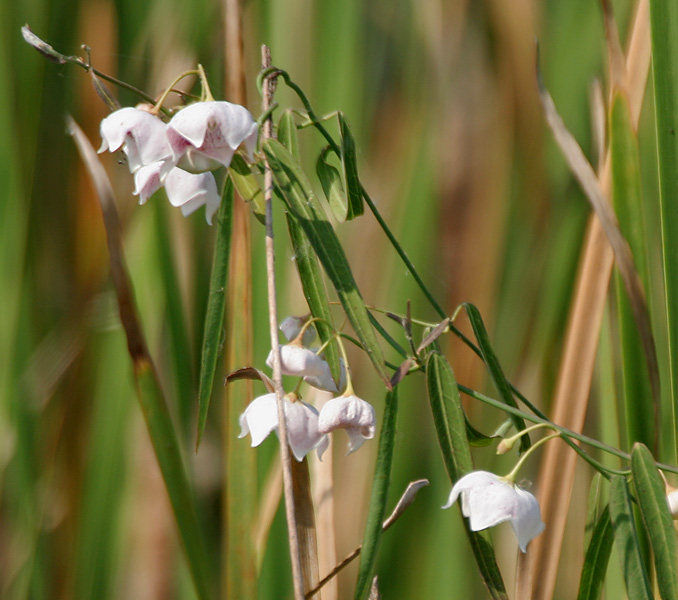
Oxystelma esculentum

## Geographisches Vorkommen und Lebensraum
Die zwei Arten der Gattung kommen in den Tropen und Subtropen von Ost- und Westafrika sowie in Bangladesh, Kambodscha, China, Indien, Indonesien, Laos, Malaysia, Myanmar, Nepal, Pakistan, Sri Lanka, Thailand und  Vietnam vor.

## Pharmazeutische Bedeutung
Derzeit werden Methanol-Extrakte aus Oxystelma esculenta auf Antitumoreffekte bei der Krebsbekämpfung getestet. Der Extrakt von Oxystelma esculentum hat nach einer neuen Studie eine signifikante Antitumorwirkung, die auf die antioxidative Wirkung des Extrakt auf EAC (Ehrlich’s ascites carcinoma cell line) zurückgeführt wird.

## Systematik
Nach Sigrid Liede-Schumann & Ulrich Meve ist die Stellung innerhalb der Asclepiadoideae und deren vier Tribus (mit jeweils weiteren Subtribus) unsicher, d. h. die Gattung steht isoliert. Derzeit werden der Gattung nur zwei Arten zugewiesen:
- Oxystelma bornouense (L.f.) R.Br.: Sie kommt vom tropischen Westafrika bis Somalia vor.[1]
- Oxystelma esculentum R.Br.: Sie kommt von Ägypten bis ins nordöstliche Tansania, von der Sinaihalbinsel bis ins südliche China und westliche Malesien und im nördlichen Australien vor.[1]

### Online
- Sigrid Liede-Schumann & Ulrich Meve: The Genera of Asclepiadoideae, Secamonoideae and Periplocoideae (Apocynaceae) - Oxystelma R. Br. (Asclepiadeae). Online Stand 2006.